# Jeff Prater
Jeff Prater (* 1965 oder 1966) ist ein US-amerikanischer Schauspieler.

## Leben
Prater diente ab seinem 17. Lebensjahr von Februar 1983 bis Februar 1989 bei der United States Navy als Sonar Technicians Surface (STG1) in der Petty Officer First Class (E-6) im kalifornischen San Diego County. Anschließend bis März 1994 war er bei der Laser Measurement Services, Inc. als Spezialist für Laser-Technik beschäftigt. Danach arbeitete er bis 1999 als Techniker für Koordinatenmessgeräte ebenfalls in Los Angeles. Im Frühjahr 1999 machte er sich dank einer gesammelten Erfahrung in dem Bereich der Koordinatenmessgeräte selbstständig und gründete die The H. Morgan Company, wo er bis 2014 auch als Geschäftsführer fungierte.
Ab Mitte der 2010er spielte Prater in einer Reihe von Kurzfilmen mit. Für den Film Triples Alley aus dem Jahr 2019 übernahm er nicht nur eine der Hauptrollen, sondern fungierte als Regisseur und Drehbuchautor. Im selben Jahr wirkte er in einer größeren Rolle im Spielfilm Chameleon mit. In der Rolle des George Barnett wirkte er 2020 im Fernsehfilm The Gift of Christmas mit. 2020 übernahm er eine größere Rolle im Katastrophenfilm Meteor Moon.

## Filmografie
- 2015: Making Magic (Kurzfilm)
- 2015: The Pitch (Kurzfilm)
- 2015: Web Atlas (Fernsehserie, Episode 2x21)
- 2015: Jack of Trades (Kurzfilm)
- 2016: Chasing Waves (Kurzfilm)
- 2016: Skump: The Cheating (Kurzfilm)
- 2016: The Last Junkie on Earth (Kurzfilm)
- 2017: Spirit 7 (Fernsehserie)
- 2017: The Exchange (Kurzfilm)
- 2018: Frank Blue
- 2018: Movieopolis (Fernsehserie, Episode 1x01)
- 2018: Devil's Cove
- 2018: Extreme Measures (Fernsehserie, Episode 1x02)
- 2018: The Good Journey
- 2018: My Dead Selfie
- 2018: Silent Cello (Kurzfilm)
- 2018: The Night That Didn't End (Fernsehserie, Episode 1x02)
- 2018: Things Eternal (Fernsehserie, Episode 1x04)
- 2018: Manny's Garage Sale: A Hitchcock Knot (Mini-Serie)
- 2018–2019: Solve (Fernsehserie, 2 Episoden, verschiedene Rollen)
- 2019: Betrayed (Fernsehserie, Episode 3x07)
- 2019: Triples Alley
- 2019: Chameleon
- 2019: What Lies West
- 2019: The Gauntlet (Fernsehfilm)
- 2020: Similar Odds (Fernsehserie, Episode 1x02)
- 2020: The Gift of Christmas (Fernsehfilm)
- 2020: Shoot First (Kurzfilm)
- 2020: Meteor Moon
- 2021: How to Succeed at Your Passion (Kurzfilm)